# Gundam Wing: Endless Waltz
Gundam Wing: Endless Waltz, in Japan ook uitgebracht als New Mobile Report Gundam Wing: Endless Waltz (新機動戦記ガンダムW: ENDLESS WALTZ, Shin Kidō Senki Gandamu Uingu: Endoresu Warutsu), is een original Video Animation welke deel uitmaakt van de Gundam-franchise. De OVA is zowel een voorloper als een vervolg op de serie Gundam Wing. Het verhaal speelt zich af na de gebeurtenissen uit de serie, maar toont via flashbacks ook dingen van voor de serie zoal de geschiedenis van de Gundampiloten en de ware toedracht achter Operation Meteor.
De OVA telt 3 afleveringen, die ook zijn samengevat in een compilatiefilm. Verder kreeg de OVA een spin-off in de vorm van drie mangaseries.

## Ontwerpen
In Endless Waltz hebben alle belangrijke Gundams uit de serie een verandering qua ontwerp ondergaan. Het nieuwe uiterlijk van de Gundams is ontworpen door Katoki Hajime. De Gundams zijn nog steeds dezelfde als die in de serie, maar ze hebben in de OVA een meer gestileerd uiterlijk. De OVA onthult niet hoe het komt dat de Gundams er opeens anders uitzien, en doet alsof ze in de serie ook altijd al dit uiterlijk hebben gehad.

## Verhaal
Het is het jaar After Colony 196. De oorlog tussen de aarde en de ruimtekolonies is beëindigd. Treize Khushrenada is dood, en OZ is opgeheven. In plaats daarvan worden de Earth Sphere Unified Nation en de Preventers opgericht. Daar de Gundams niet langer nodig zijn, worden ze door hun piloten naar de zon gestuurd. Alleen Wufei weigert dit.
De vrede wordt echter verstoord door een opstand van een groep rebellen in de pas voltooide kolonie L3 X-18999. De rebellen worden geleid door de zeven jaar oude Mariemaia Khushrenada, Treize's dochter. De rebellen ontvoeren Relena, die nu de vice-minister van buitenlandse zaken is voor de Earth Sphere Unified Nation (ESUN). Wanneer de Gundampiloten de ontvoering en de opstand onderzoeken, ontdekken ze dat Mariemaia slechts een pion is in het plan van haar grootvader, Dekim Barton, een voormalig adviseur van de kolonieleider Heero Yuy. Hij wil X-18999 gebruiken om de originele Operatie Meteor toch voort te kunnen zetten. Het originele plan van deze operatie was een ruimtekolonie te laten neerstorten op aarde zodat de Gundams van de chaos gebruik konden maken om de macht te grijpen.
De Gundampiloten moeten nu voorkomen dat Dekim controle krijgt over ESUN. Dankzij Quatre kunnen de piloten hun Gundams nog onderscheppen voordat deze de zon bereiken. Een veldslag breekt los. Uiteindelijk wordt Dekim gedood door een van zijn eigen soldaten. De vrede is hersteld, en de Gundams worden vernietigd.

## Cast en personages
| Personage             | Japanse acteur    | Engelse acteur    |
| --------------------- | ----------------- | ----------------- |
| Heero Yuy             | Hikaru Midorikawa | Mark Hildreth     |
| Relena Peacecraft     | Akiko Yajima      | Lisa Ann Beley    |
| Duo Maxwell           | Toshihiko Seki    | Scott McNeil      |
| Trowa Barton          | Shigeru Nakahara  | Kirby Morrow      |
| Quatre Raberba Winner | Ai Orikasa        | Brad Swaile       |
| Chang Wufei           | Ryuuzou Ishino    | Ted Cole          |
| Zechs Merquise        | Takehito Koyasu   | Brian Drummond    |
| Lucrezia Noin         | Chisa Yokoyama    | Saffron Henderson |
| Lady Une              | Sayuri Yamauchi   | Enuka Okuma       |
| Sally Po              | Yumi Touma        | Samantha Ferris   |
| Narrator              | Akio Ohtsuka      | Campbell Lane     |

## Bioscoopversie
Toen Endless Waltz in 1998 werd uitgebracht in de bioscopen ter viering van het 20-jarig bestaan van de Gundamfranchise, werden er enkele nieuwe scènes aan toegevoegd. In totaal bevat de bioscoopversie 10 minuten aan nieuw beeldmateriaal. Het merendeel hiervan bestaat uit langere gevechtsscènes. Andere veranderingen zijn:
- De titelkaarten tussen de afleveringen in zijn weggehaald.
- Veel van de originele instrumentale muziek is vervangen.
- Duo's flashback is naar voren gehaald.
- Er is een nieuwe scène waarin Zechs zijn veldgids leest in de Tallgeese III.
- De film bevat een nieuwe scène waarin Sally Po een gestolen Mariemaia Army uniform aantrekt, en de gijzelaars op X18999 bevrijd.
- De Gundamgevechten in Brussel zijn veel langer.
- De eindes voor de individuele personages zijn langer en meer uitgediept.

## Muziek
OVA Eindmuziek
- "White Reflection" door TWO-MIX

Film eindmuziek
- "Last Impression" door TWO-MIX